# 2024 McLaughlin
A 2024 McLaughlin (ideiglenes jelöléssel 1952 UR) a Naprendszer kisbolygóövében található aszteroida. Indianai Egyetem fedezte fel 1952. október 23-án.